# Masaru Furukawa
Pour les articles homonymes, voir Furukawa.
Masaru Furukawa (古川 勝, Furukawa Masaru), né le 6 janvier 1936 à Hashimoto, au Japon, et mort le 21 novembre 1993, est un nageur japonais. Spécialiste de la brasse, il a remporté le 200 mètres brasse aux Jeux olympiques d'été de 1956 à Melbourne.

## Biographie
Il a intégré le International Swimming Hall of Fame en 1981.